# (157421) Carolpercy
(157421) Carolpercy est un astéroïde de la ceinture principale.

## Description
(157421) Carolpercy est un astéroïde de la ceinture principale. Il fut découvert le 8 octobre 2004 à Vail-Jarnac par Tom Glinos, David H. Levy et Wendee Levy. Il présente une orbite caractérisée par un demi-grand axe de 2,52 UA, une excentricité de 0,16 et une inclinaison de 0,4° par rapport à l'écliptique.

## Compléments